# فاسيل كريانكا
فاسيل كريانكا (بالروسية: Кириенко, Василий Васильевич)‏ مواليد 28 يونيو 1981 في جمهورية بيلاروس السوفيتية الاشتراكية، الاتحاد السوفيتي، هو دراج بيلاروسي. شارك في دورة الألعاب الأولمبية الصيفية.

## سباقات أو مراحل فاز بها
| التاريخ        | السباق                                                               | المركز                                                                 |
| -------------- | -------------------------------------------------------------------- | ---------------------------------------------------------------------- |
| 04 يونيو 2006  | Riga Grand Prix 2006                                                 |                                                                        |
| 11 فبراير 2007 | نجم بسجس 2007                                                        | الثاني في التصنيف العام                                                |
| 20 مارس 2007   | تيرينو ادرياتيكو 2007                                                | الثالث في تصنيف الجبال، السابع في التصنيف العام                        |
| 01 يونيو 2008  | طواف إيطاليا 2008                                                    | العاشر في تصنيف النقاط، الثاني في تصنيف الجبال                         |
| 21 يونيو 2008  | ستير إليكتروير 2008                                                  |                                                                        |
| 07 أغسطس 2008  | 2008 Gran Premio Città di Camaiore                                   |                                                                        |
| 20 سبتمبر 2009 | طواف إسبانيا 2009                                                    | المرتبة 16 في التصنيف العام                                            |
| 01 يناير 2011  | طواف لايغويليا 2011                                                  | الأول في تصنيف النقاط، الثاني في التصنيف العام، السادس في تصنيف الجبال |
| 09 أبريل 2011  | طواف إقليم الباسك 2011                                               | العاشر في التصنيف العام، السادس في تصنيف النقاط                        |
| 29 مايو 2011   | طواف إيطاليا 2011                                                    | الخامس في تصنيف الجبال                                                 |
| 19 يونيو 2011  | روتي دو سود 2011                                                     | الفائز في التصنيف العام                                                |
| 01 يناير 2012  | سباق الطريق ضد الساعة في بطولة العالم 2012                           |                                                                        |
| 01 يونيو 2014  | طواف بايرن 2014                                                      |                                                                        |
| 01 يناير 2015  | cycling at the 2015 European Games – men's individual time trial     |                                                                        |
| 01 يناير 2015  | 2015 سباق الطريق ضد الساعة في بطولة العالم لسباق الدراجات على الطريق | الفائز في التصنيف العام                                                |
| 18 أكتوبر 2015 | 2015 Chrono des Nations                                              | الفائز في التصنيف العام                                                |
| 01 يناير 2016  | 2016 Chrono des Nations                                              | الفائز في التصنيف العام                                                |
| 25 يونيو 2019  | cycling at the 2019 European Games – men's road time trial           | الفائز في التصنيف العام                                                |

## الميداليات
| الميدالية | المسابقة                                    |
| --------- | ------------------------------------------- |
| برونزية   | بطولة العالم لسباق الدراجات على الطريق 2012 |

## روابط خارجية
- فاسيل كريانكا على موقع الاتحاد الدولي للدراجات (الإنجليزية)
- فاسيل كريانكا على موقع أرشيف الدراجات (الإنجليزية)
- فاسيل كريانكا على موقع إحصائيات الدراجات الإحترافية (الإنجليزية)
- فاسيل كريانكا على موقع نسبة الدراجات (الإنجليزية)
- فاسيل كريانكا على موقع CycleBase (الإنجليزية)
- فاسيل كريانكا على موقع أوليمبيديا (الإنجليزية)